# پیش‌بینی عاطفی
پیش‌بینی عاطفی (به انگلیسی:Affective forecasting) یا پشی‌بینی احساسات یا پیش‌پینی وضعیت عاطفی عبارت است از پیش‌بینی احساسات (یا وضعیت عواطف) فرد در آینده. این نوع پیش‌بینی‌ها در مورد وضعیت احساسی یا عاطفی که بر تصمیمات و رفتار افراد اثر می‌گذارد، هم از سوی روانشناسان و هم از سوی اقتصاددانان مطالعه می‌شود.
دانیل کانمن و یکی از همکارانش در اوایل دهه ۱۹۹۰ تحقیق در مورد پیش‌بینی‌های عاطفی را آغاز کردند و تأثیر آن بر تصمیم‌گیری را بررسی کردند. اصطلاح «پیش‌بینی عاطفی» بعدها توسط روان‌شناسان تیموتی ویلسون و دانیل گیلبرت ابداع شد. تحقیقات اولیه صرفاً بر روی اندازه‌گیری و تأثیر پیش‌بینی‌های عاطفی متمرکز بود، در حالی که مطالعات بعدی شروع به بررسی صحت پیش‌بینی‌ها کرد و نشان داد که افراد به‌طور شگفت‌انگیزی قضاوت ضعیفی در مورد وضعیت‌های عاطفی آینده خود دارند. به عنوان مثال، در پیش‌بینی اینکه چگونه رویدادهایی مانند برنده شدن در لاتاری یا خرید یک ماشین لوکس یا ازدواج با شخص مورد علاقه ممکن است بر شادی آنها تأثیر بگذارد. افراد احتمالاً احساسات مثبت آینده را بیش از حد ارزیابی می‌کنند و عوامل بیشمار دیگری را که ممکن است احساسات یا وضعیت عاطفی آنها را تحت تأثیر (مخرب) خود قرار دهند نادیده می‌گیرند. سوگیری‌های شناختی یا همان خطاهای ادراکی در ایجاد این پیش‌بینی‌های نادرست از وضعیت احساسات در آینده نقش دارند.
دانیل کانمن در کتاب تفکر:سریع و کند و در فصل سی و هشتم اینگونه می‌گوید: در هنگام ازدواج، عروس و داماد می‌دانند که آمار طلاق بالا است و از آن بالاتر آمار نارضایتی از ازدواج است. اما آنها باور ندارند که این آمار ارتباط چندانی با آنها داشته باشد. پیش‌بینی آنها از احساسات و وضعیت عاطفی در آینده معمولاً بسیار بهتر از آن چیزی است که در انتظار آنها است.